# Néoplatonisme
Le néoplatonisme est une doctrine philosophique, élaborée par des platoniciens de l'Antiquité tardive à la suite du médio-platonisme. Philon d'Alexandrie est le précurseur de ce mouvement vers 40, puis il se développe à Rome à partir de 232 par Ammonios Saccas, maître de Plotin, et les élèves de ce dernier, Porphyre et Jamblique. Le néoplatonisme est une école très influente dans l'Antiquité, avec de grands continuateurs comme Proclus, jusqu'à l'exil de ses derniers représentants comme Damascios et Simplicios de Cilicie en 529, à la suite de la fermeture des écoles et lieux de culte païens par l'empereur Justinien.
Le néoplatonisme ou platonisme de l'Antiquité tardive tente de concilier la philosophie de Platon avec certains courants de la spiritualité orientale comme les Oracles chaldaïques, ainsi qu'avec d'autres écoles de la philosophie grecque, notamment celles de Pythagore et d'Aristote. L'œuvre d'Aristote finit par être conçue par les néoplatoniciens comme une introduction à l'œuvre de Platon.
Le mot « néoplatonisme » a été inventé par Thomas Taylor, dans sa traduction des Ennéades de Plotin en 1787, et repris par Heinrich Friedrich Karl vom Stein en 1864 dans Sieben Bücher zur Geschichte des Platonismus. Ce mot peut cependant être source de confusion pour le public non averti. En effet, ces philosophes tenaient compte aussi d'autres philosophies, comme celle d'Aristote. Les néoplatoniciens se disaient eux-mêmes simplement platoniciens, mais cette appellation n'est plus exacte aujourd'hui tant leurs rapports à la philosophie de Platon furent complexes : tout en lui étant restés fidèles, ils diffèrent amplement de lui.
Le néoplatonisme se caractérise par l'importance donnée au Premier Principe, l'Un, en métaphysique, et par des expériences mystiques. Le néoplatonisme eut pendant des siècles une profonde influence sur la philosophie juive, la philosophie chrétienne et la philosophie islamique, ainsi que sur des philosophes comme Hegel et Schelling. Il existe un néoplatonisme propre à la Renaissance appelé néoplatonisme médicéen.

## Origines
Il est possible de voir un précurseur du néoplatonisme en la personne de Philon d'Alexandrie qui, vers 40, traduit le judaïsme en termes d'éléments stoïciens, platoniciens et néopythagoriciens et soutient que Dieu est « supra-rationnel » et ne peut être atteint qu'à travers l'extase. Il ajoute que les Oracles de Dieu fournissent le matériel moral et les connaissances religieuses. C'est Philon qui fait circuler l'idée que Platon admet deux mondes, dont un monde intelligible (κόσμος νοητός / kósmos noêtós). Platon, pourtant ne parle pas de deux mondes mais de deux lieux, le lieu intelligible et le lieu sensible en rapport d'analogie, de ressemblance (La République, VI, 508b). Platon n'admet qu'un Tout, un monde (le cosmos) et non deux mondes séparés.
Les plus importants précurseurs du néoplatonisme, sont les médio-platoniciens, tels que Plutarque (vers 80) et les néopythagoriciens, surtout Numénios d'Apamée (vers 150).
Les premiers philosophes chrétiens, tels que Justin de Naplouse (vers 135) et Athénagoras d'Athènes, ont essayé de concilier le néoplatonisme avec le christianisme. Les chrétiens gnostiques d'Alexandrie, surtout Valentin (vers 150) et les disciples de Basilide, ont aussi représenté des éléments du néoplatonisme. Le néoplatonisme de Plotin et Porphyre aura une influence conséquente sur Augustin d'Hippone.
Il n'y a cependant pas de preuves d'une quelconque influence de philosophies juives ou chrétiennes chez Plotin. Alexandrie, d'où le néoplatonisme est originaire, est baignée dans des pratiques religieuses orientales. C'est uniquement le néoplatonisme tardif, à partir de Jamblique, qui propose un rapprochement entre Platon et les Gnostiques.

## Écoles
Les écoles du platonisme les plus anciennes, depuis la fondation de l'Académie de Platon en -388, sont :
1. L’école paléoplatonicienne ou platonisme ancien. Elle comprend les disciples immédiats de Platon : Speusippe (premier scolarque, recteur, de l'Académie de Platon en -348), Philippe d'Oponte, Eudoxe de Cnide, Héraclide du Pont, Xénocrate (deuxième scolarque en -339). Suivent Philon de Larissa (douzième scolarque en -129), etc. Speusippe et Xénocrate tirent du côté de Pythagore, du Nombre[2]. Mais quand Pythagore met les nombres dans les choses, Platon sépare Nombres et réalités sensibles[3] ;
2. L’école médioplatonicienne ou moyen-platonisme[4] ou platonisme éclectique : Eudore d'Alexandrie (40 av. J.-C.), Ammonios d'Athènes (maître de Plutarque en 66), le fameux Plutarque de Chéronée (46-125), Théon de Smyrne (vers 130 ?), Atticus, Alcinoos le Philosophe, auteur du Didaskalikos. Enseignement des doctrines de Platon, vers 150), Apulée de Madaure (125-180), Maxime de Tyr (IIe siècle), Numénios d'Apamée (vers 155). À partir de Numénios, la distinction entre néopythagorisme et néoplatonisme se brouille. Parmi les lettres attribuées à Platon, les nos II, VI, IX, XII et XIII viennent d'un « milieu pythagoricien fin du IIe ou début du Ier siècle av. J.-C. »[5] ; la IIe relève peut-être de la pensée d'Eudore d'Alexandrie[6].

Le néoplatonisme s'est développé en plusieurs écoles, depuis Ammonios Saccas en 232 jusqu'à la fermeture de l'école néoplatonicienne d'Athènes par Justinien en 529 ou jusqu'au milieu du VIIe siècle pour l'école néoplatonicienne d'Alexandrie :
1. L’école néoplatonicienne de Rome : Ammonios Saccas (fondateur du néoplatonisme en 232, maître de Plotin), Plotin (244, maître de Porphyre, Amelius, Roghatianus, premier scolarque en 244), Porphyre de Tyr (264, secrétaire et éditeur de Plotin, second scolarque en 270), Jamblique (305, élève de Porphyre), Cornelius Labeo[8] (IIIe siècle). Ammonios Saccas, poursuivant le moyen-platonisme, affirme le concordisme Platon/Aristote : « Ce fut Ammonios d’Alexandrie, l’inspiré de Dieu, qui le premier, s’attachant avec enthousiasme à ce qu’il y a de vrai dans la philosophie et s’élevant au-dessus des opinions vulgaires qui rendaient la philosophie un objet de mépris, comprit bien la doctrine de Platon et d’Aristote, les réunit en un seul et même esprit, et livra ainsi la philosophie en paix à ses disciples Plotin, Origène [le Platonicien] et leurs successeurs » (Hiéroclès d'Alexandrie, cité par Photios). Plotin se présente comme un exégète des enseignements de Platon : « Cette doctrine n'est pas nouvelle. Elle fut professée dès les temps les plus anciens, mais sans être développée explicitement; nous ne voulons ici qu'être les interprètes des premiers sages et montrer par le témoignage même de Platon qu'ils avaient les mêmes dogmes que nous » (Ennéades V.1.8) ;
2. L’école néoplatonicienne d'Apamée (en Syrie), théurgique : Amelius (268 ; disciple de Plotin en 246, maître de Jamblique), Jamblique[9] (313), Sopatros d'Apamée (325, successeur de Jamblique), Édésios de Cappadoce (parti à Pergame), Eustathe de Cappadoce ;
3. L’école néoplatonicienne de Pergame, première ramification de l'école syrienne, d'orientation magique : Édésios de Cappadoce (disciple de Jamblique, fondateur de l'école de Pergame vers 330), Maxime d'Éphèse (disciple d'Édésios de Cappadoce, et maître du futur Julien l'Empereur dès 351)[10], Chrysanthe, Julien l'empereur (350), Priscus (385, vivant à Athènes), Eunape de Sardes (historien de l'école avec sa Vie des sophistes, 395)[11].
4. L’école néoplatonicienne d'Athènes, deuxième ramification de l'école syrienne, d'orientation mystique : Nestorios le Hiérophante (hiérophante à Éleusis de 355 à 380), Plutarque d'Athènes (premier scolarque de l'école d'Athènes, vers 400), Syrianos (deuxième scolarque, en 435), Proclos (disciple de Plutarque d'Athènes et de Syrianos, troisième scolarque en 438), Ammonios, fils d'Hermias (maître de Jean Philopon, d'Athènes comme élève, d'Alexandrie comme maître), Marinos (quatrième scolarque, biographe de Proclos, 485), Hégias, Isidore de Gaza (maître de Damascios, sixième scolarque en 490), Zénodote (495), Damascios (huitième et dernier scolarque de l'école d'Athènes en 520, maître de Simplicios à Athènes), Simplicios de Cilicie (« dernier représentant », de retour à Athènes en 533). L'école naît donc à Athènes vers 400, avec Plutarque d'Athènes, Syrianos, puis elle émigre à Alexandrie vers 430, avec Hiéroclès d'Alexandrie, Hermias, Ammonios, fils d'Hermias. En 529, l'empereur romain d'Orient Justinien Ier fait fermer l'école d'Athènes[12], aussi sept philosophes néoplatoniciens (Damascius le Diadoque, Simplicios de Cilicie, Priscien de Lydie, Eulamios de Phrygie, Hermias de Phénicie, Diogène de Phénicie, et Isidore de Gaza) durent quitter Athènes et se réfugièrent en Perse, chez le roi de Perse Khosrô Ier, puis à Harrân, en Mésopotamie ; après le traité de paix signé en 532 entre Khosrô Ier et Justinien Ier, les philosophes retournèrent, malgré les instances du roi de Perse, dans l’empire byzantin ;
5. L’école néoplatonicienne d'Alexandrie, troisième ramification de l'école syrienne, d'orientation exégétique : Hypatie (tuée en 415), Synésios de Cyrène (élève d'Hypathie, évêque de Ptolémaïs en 410), Hiéroclès d'Alexandrie (peut-être vers 430), Hermias, Ammonios, fils d'Hermias (vers 500), Jean Philopon (disciple et assistant d'Ammonios, fils d'Hermias ; 517), les Prolégomènes à la philosophie de Platon (début du VIe s.), Olympiodore le Jeune (scolarque en 541), Étienne d'Alexandrie (vers 620). Jean Philopon s'est converti au christianisme vers 529, sans doute à cause de la mesure de Justinien Ier. Pour Ilsetraut Hadot, « il n'y a pas d'école néoplatonicienne d'Alexandrie dont les tendances doctrinales différeraient des tendances propres à l'école d'Athènes » (Le problème du néoplatonisme alexandrin. Hiéroclès et Simplicius, 1978).

Après Damascios (470-544), les penseurs sont moins philosophes, davantage compilateurs ou alchimistes. Certains sont considérés comme commentateurs en alchimie : Synésios peut-être identique à Synésios de Cyrène), Olympiodore l'Alchimiste peut-être identique à Olympiodore le Jeune, Étienne d'Alexandrie (Stephanos d'Alexandrie (v. 620). Olympiodore le Jeune oppose contemplatifs et théurgistes : « Beaucoup, comme Porphyre et Plotin, préfèrent la philosophie, d'autres, comme Jamblique, Syrianos et Proclos, préfèrent la théurgie (ιερατική / ieratikḗ ) ».
Le platonisme a continué en créant :
- le gnosticisme platonisant[15] : Ménandre (fin du Ier siècle), Basilide (vers 120), Cérinthe, Satornil, Hermogène, Isidore, Bardesane d'Édesse (vers 220) ; les écrits séthiens (Allogène, Zostrien, Les trois stèles de Seth, Marsanes) : triade Être/Vie/Intellect[16] ;
- le néoplatonisme chrétien : Synésios de Cyrène (Hymni, vers 410), Pseudo-Denys l'Aréopagite (vers 500, en Syrie), Marius Victorinus (Ad Candidum Arianum, vers 350), Augustin d'Hippone, Boèce (dont les traités théologiques datent de 520). L'école de Chartres, avec Bernard de Chartres (1124), Bernard Silvestre, relève du platonisme ; d'ailleurs, Étienne Gilson a écrit sur « le platonisme de Bernard de Chartres » (1923) ;
- le néoplatonisme islamique ésotérisant : Al-Kindi (801-873), Abu Zayd al-Balkhi (850-934), Al-Fârâbî (872-950), Abu al-Hassan al-Amiri (912-992), Avicenne (980-1037), Sohrawardî d'Alep (1155-1191), les Ismaéliens dont font partie Jabir ibn Hayyan et les Ikhwan al-Safa, les néoplatoniciens musulmans d'Espagne dont font partie Ibn Masarra (883-931) et Ibn Arabî (1165-1240, surnommé « Fils de Platon ») ;
- le néoplatonisme juif ésotérisant : Isaac Israeli (858-955), Avicebron (1020-1070), Bahya ibn Paquda (1050-1120), Moïse ibn Ezra (1050-1138), Abraham bar Hiyya (1070-1136), Juda Halevi (1075-1141), Joseph ibn Tzaddik (1075-1149), Abraham Ibn Ezra (1092-1167), Shem Tov Falaquera (1225-1290), le cercle des rabbins de Provence (Abraham ben Isaac de Narbonne, Jacob Nazir de Lunel), les kabbalistes néoplatoniciens (Isaac l'Aveugle en 1180, Isaac ibn Latif en 1300, David ben Abraham ha-Lavan), Moïse de León (auteur du Zohar en 1280) ; Léon l'Hébreu, avec ses Dialogues d'amour (1503) accomplit la « synthèse du néoplatonisme et de la Cabale » (P. Béhar) ;
- le platonisme de Mistra : Gemiste Pléthon[17] (1409), Bessarion (1430) ;
- le néoplatonisme médicéen protégé par Laurent de Médicis, se servant aussi des écrits attribués à Hermès Trismégiste : Marsile Ficin (1484), Jean Pic de la Mirandole (1487) ;
- le néoplatonisme kabbaliste commence en 1486, dès Pic de la Mirandole, quand, dans son Discours sur la dignité de l'homme, il déclare avoir « trouvé dans les livres de la Cabale moins la religion mosaïque que la chrétienne »[18]. En 1494 Johannes Reuchlin publie son De verbo mirifico (Du verbe admirable), mélange de néoplatonisme, de kabbale, d'hermétisme. Léon l'Hébreu atteint le sommet avec ses Dialogues d'amour, 1503 ;
- le platonisme de Cambridge : Henry More[19] (1641), Ralph Cudworth (1654), lady Anne Conway (1692), Th. Burnet, R. Burthogge.

## Philosophie
La philosophie néoplatonicienne a pour but la résolution d'un des problèmes au cœur de la pensée grecque antique, à savoir le problème de l'Un et du multiple. Plus particulièrement, il s'agit de comprendre comment articuler l'Un au Multiple. Nous constatons le Multiple dans la nature, or l'Un est le fondement de l'intelligibilité. Cette philosophie est rattachée au platonisme par sa volonté de résoudre les apories de la pensée de Platon, et en particulier celles d'un des dialogues les plus difficiles : le Parménide, où Platon envisage trois hypothèses principales sur l'Un (l'Un absolu inconnaissable et ineffable qui exclut tout multiple ; l'Un qui est être et admet donc tous les contraires ; l'Un qui est et qui n'est pas, et qui donc est changement, instant).
Il y a quatre principes qui commandent la solution du problème Un/Multiple[réf. nécessaire] :
- « toute multiplicité suppose une unité qui lui donne sa structure » : principe d'unité systématisante ;
- « toute unité transcende la multiplicité qu'elle unifie » : principe de transcendance ;
- « toute multiplicité est contenue en quelque manière dans l'unité qui la transcende » : principe d'immanence ;
- « toute réalité qui, pour se réaliser, doit sortir de l'unité où elle était contenue, ne peut se réaliser pleinement que par un retour à l'unité dont elle émane » : principe de conversion.

Quelques traits du néoplatonisme.
1. Le livre le plus commenté est le Parménide de Platon, car ce livre porte sur les premiers principes, sur l'Un. Les néoplatoniciens voient dans le dialogue de Platon une théologie, alors que les savants d'aujourd'hui y voient plutôt un jeu intellectuel.
2. Le néoplatonisme retient surtout l'idée de l'absolue transcendance du Bien et néglige la philosophie politique.
3. La philosophie tend vers la mystique, elle se donne pour fin morale l'union avec le Principe originel, divin : Plotin avait des extases (Porphyre, Vie de Plotin), Jamblique cherchait à « suivre Dieu » (Vie de Pythagore, 86).
4. On repère beaucoup de triades : trois dieux chez Numénios d'Apamée, trois hypostases chez Plotin, les triades être/pensée/vie, repos/procession/conversion, substance/activité/puissance…
5. Les hypostases, c'est-à-dire les principes divins (Un, Second Un, Être, Vie, Intellect) se multiplient.
6. La philosophie orientale est plus ou moins présente (Égyptiens, Chaldéens, judaïsme). Les néoplatoniciens veulent systématiser et unifier la mythologie grecque, l'orphisme, le pythagorisme, le platonisme, les Oracles chaldaïques.

Les néoplatoniciens identifient les dieux avec les Idées platoniciennes. Mais Plotin et Porphyre considèrent la pratique religieuse comme indigne du sage, parce qu'il est capable d'atteindre Dieu directement par l'élévation spirituelle de sa pensée, tandis que Jamblique, Proclus et l'école néoplatonicienne d'Athènes s'efforcent d'observer le plus religieusement possible les rites traditionnels. La théologie néoplatonicienne se complexifie. Selon Proclus (Commentaire du Parménide, VI, 1061-1063), Syrianos aurait décomposé la seconde hypothèse du Parménide de Platon en quatorze parties correspondant à la procession de tous les degrés de l'être après l'Un : les trois triades des dieux intelligibles (= l'être), les trois triades des dieux intelligibles-intellectifs (= la vie), les deux triades des dieux intellectifs (= l'intellect), la septième divinité (= la séparation des dieux supérieurs avec les dieux du monde) ; les dieux hypercosmiques (= les chefs), les dieux hypercosmiques-encosmiques (= les dieux détachés du monde), les dieux encosmiques (= les dieux célestes et sublunaires), les âmes universelles, enfin les êtres supérieurs (anges, démons et héros) (R. L. Cardullo). Dans son Commentaire sur le Timée, Proclus admet neuf niveaux de réalité : Un, être, vie, esprit, raison, animaux, plantes, êtres animés, matière première. Il pose une hiérarchie des dieux en neuf degrés : 1) l'Un, premier dieu ; 2) les hénades ; 3) les dieux intelligibles ; 4) les dieux intelligibles-intellectifs ; 5) les dieux intellectifs ; 6) les dieux hypercosmiques ; 7) les dieux encosmiques ; 8) les âmes universelles ; 9) les anges, démons, héros (Pierre Hadot).

## Expériences spirituelles
Les néoplatoniciens connaissent contemplations, extases et pratiques de théurgie.
De Plotin : « Souvent lorsque je m'éveille à moi-même en sortant de mon corps [extase mystique], et qu'à l'écart des autres choses, je rentre en moi, je vois une beauté d'une force admirable » (Plotin, Ennéades, traité IV,8).
Sur Proclos : « Nuit et jour, il se livrait à des rites apotropaïques [qui protègent contre les sortilèges et les maléfices], à des ablutions et à d'autres pratiques de purification, soit orphiques soit chaldaïques [des Oracles chaldaïques], et chaque mois il entrait sans hésiter dans la mer, quelquefois même deux ou trois fois le même mois… De fait, il ne s'alimentait que fort peu. Le plus souvent il s'abstenait de la chair des êtres animés… Chaque mois, il passait dans la pureté les fêtes de la Mère des dieux [Cybèle] en usage chez les Romains ou antérieurement même chez les Phrygiens ; il observait les jours fastes des Égyptiens… Il jeûnait certains jours à la suite d'une apparition divine… » (Marinus, Vie de Proclus, § 19).

## Relations entre le néoplatonisme et le christianisme
Le néoplatonisme entretient des relations complexes avec la théologie chrétienne, à la fois de rivalité et d'influences réciproques.

## L'idée d'un Dieu unique et d'une hiérarchie d'êtres divins
L'idée d'un Dieu unique rencontre un succès grandissant au sein de l'Empire romain avec le développement du christianisme primitif. Plotin partage avec les premiers chrétiens l'idée monothéiste, l'Un indicible, principe suprême, étant pour lui, au-delà de l'Être et origine de l'Être tout à la fois. 
Plotin introduit par ailleurs une hiérarchie ontologique : après l'Un vient l'Être lui-même, dont le premier degré est l'Intellect — ou l'Esprit : en grec νοῦς / noûs — suivi par un second degré, l'Âme universelle, après laquelle vient enfin la Matière. Avec les néoplatoniciens postérieurs, le système se complexifie : on assiste à une multiplication des hypostases ontologiques. Jamblique, par exemple, place en deçà de l'Un les dieux, puis les archanges, puis les anges, puis les démons, puis les héros, hiérarchie - étymologiquement : « gouvernement des saints » - qu'on retrouve par la suite dans la hiérarchie angéologique du Pseudo-Denys, auteur chrétien. Proclus, pour sa part, introduit toute une série de subdivisions parmi les dieux.

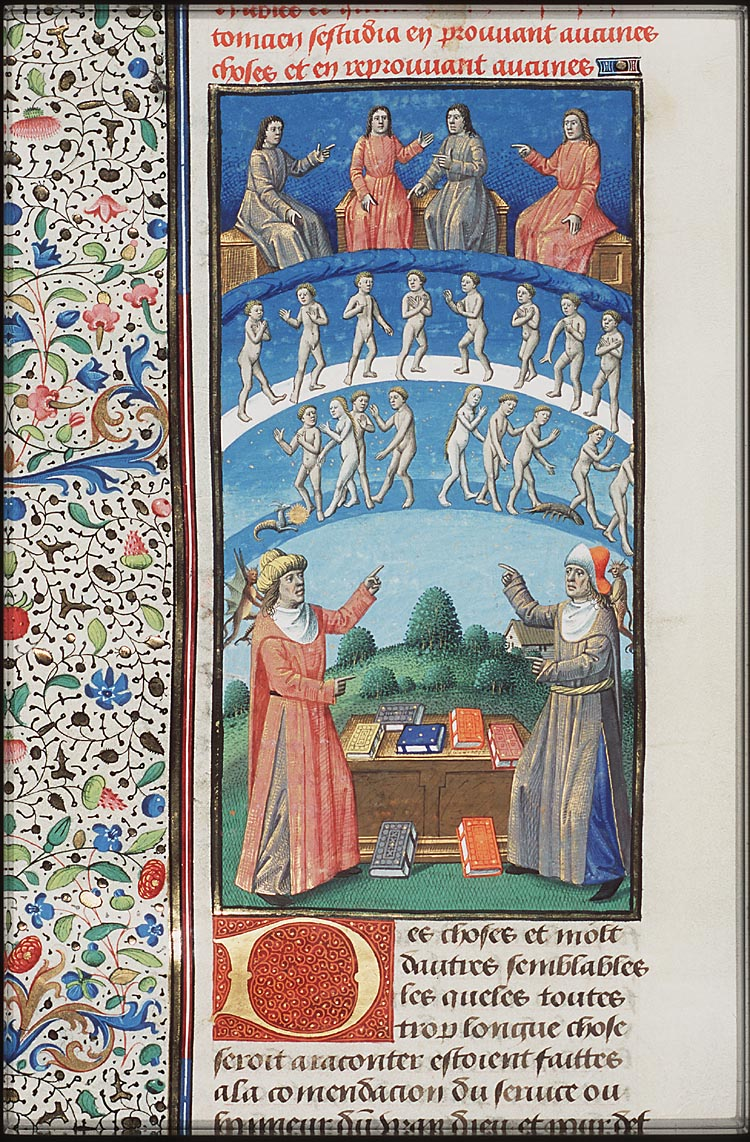
Porphyre et Plotin, enluminure d'un manuscrit médiéval

### La philosophie néo-platonicienne face au Dieu trinitaire chrétien
Les œuvres de Plotin ont été éditées par son disciple Porphyre de Tyr. Ce dernier attribue des titres aux différents traités de Plotin et les ordonne en Ennéades. Le traité 10, suivant l'ordre chronologique donné par Porphyre, correspond à l'Ennéade V, 1, et porte le titre : Sur les trois « hypostases » qui ont rang de principe. Le mot « hypostase » est un terme grec pour désigner les différents ordres ontologiques du système néoplatonicien. Son usage dans ce contexte introduit une question : « Peut-on dire de l'Un qu'il est une hypostase, puisque la réalité c'est l'être, et que l'Un étant au-delà de l'être donc de la réalité, il paraît difficile d'en faire un ordre de réalité ? ».
Ce terme est par ailleurs employé par les auteurs chrétiens, tel qu'Athanase d'Alexandrie, pour expliquer la  Trinité. Le mot hypostase au sens de substance apparaît au début de l'Épître aux Hébreux (He 1,3). Il prend un sens différent en théologie trinitaire dès la première moitié du troisième siècle (Origène, dans son Commentaire sur l'évangile de Jean et déjà dans le traité des Principes, œuvre de jeunesse), époque à laquelle il ne doit rien au système néoplatonicien en cours d'élaboration. Il est donc employé dans la tradition chrétienne, le plus souvent, dans un sens assez différent et moins technique que l'emploi plotino-porphyrien, c'est-à-dire dans le sens de subsistance ou d'existence, sans préjuger d'un niveau d'être spécifique, donc d'une subordination d'une hypostase à une autre. Le mot avait d'abord un sens antimodaliste, pour exprimer l'altérité réelle de ceux que désignent les trois noms divins.
Il existe donc une différence sémantique assez importante entre les hypostases dans l'école alexandrine néo-platonicienne et les hypostases telles que les chrétiens de l'école alexandrine les utilisent. La version d'Arius semble la plus proche de la version de Plotin relu par Porphyre, vu son système de subordination, celui-là même qui conduira certains de ses contemporains à l'accuser de di-théisme. Les néoplatoniciens considèrent que les hypostases sont hermétiques : il y a bien communication entre les différents ordres ontologiques, mais ces ordres sont bien distincts. L'Incarnation pose dès lors problème aux néoplatoniciens puisqu'elle se définit comme l'interpénétration de deux mondes, Ciel et Terre, divinité et humanité. Pour un néoplatonicien, chaque chose doit demeurer à sa place : un dieu n'est pas à sa place dans notre monde, sinon sous la forme du symbole. Cela signifie que si Dieu apparaît, ce n'est pas lui-même, tel qu'il est en lui-même, qui apparaît, mais lui en tant qu'il se révèle, donc qu'il revêt des formes de plus en plus grossières, de moins en moins divines. L’Un ne peut venir ici-bas. En revanche, il peut y avoir des symboles ou des messagers des dieux. L'impulsion divine vers le bas doit traverser toutes les hypostases ; au cours de ce voyage et s'altère de ce fait. Donc, pour un néo-platonicien, Dieu dans le ciel ne peut être le même que Dieu ici-bas.
Si « hypostase » est un terme employé pour parler des trois personnes de la Trinité chrétienne, il faut se souvenir que l'idée de triade est très présente chez les platoniciens - notamment par l'influence des Oracles chaldaïques. Il est vraisemblable que cette idée ait fait l'objet d'une relecture chrétienne,.
À partir des trois hypostases de la trinité alexandrine - l'unité absolue engendre l'intelligence, l'intelligence à son tour engendre l'âme et toutes trois constituent un Dieu unique - la relecture chrétienne construit une trinité dont les trois hypostases sont égales entre elles et s'interpénètrent ontologiquement. Elles sont aussi distinctes, ce qui soulève des problèmes philosophiques chez les opposants. Toutefois, sur ce dernier point, il faut aussi se souvenir que l'hypostase est confondue avec prosôpon (la face, la figure en grec, πρόσωπον) qui comme la personne (latin : persona) désigne aussi le masque revêtu par l'acteur du théâtre antique pour signifier son rôle. Dès lors, on comprend mieux les interprétations dissidentes telles que le modalisme.

### Sources
- Porphyre de Tyr, Vie de Plotin (vers 301), trad., Vrin, 2 t.  Vie de Plotin
- Eunape de Sardes, Vie des philosophes et des sophistes (vers 395)  : trad. an. Lives of the Philosophers and Sophists, Harvard University Press, 1921, p. 342-565 (sur Jamblique, Maxime d'Éphèse, etc.). Trad. fr. S. de Rouville, 1879
- Marinus, Proclus ou Sur le bonheur (486), texte établi, traduit et annoté par Henri Dominique Saffrey et Alain Philippe Segonds, avec la collaboration de Concetta Luna. Paris, Les Belles lettres, 2001. (Collection des Universités de France)  (ISBN 2-251-00496-3)
- Damascios, Vie d'Isidore [de Gaza] (495), fragments in Photius, Bibliothèque, Codex 242. Trad. : La vie d'Isidore ou Histoire de la philosophie, traduit par Anthelme-Édouard Chaignet, in Commentaire sur le Parménide. Proclus le Philosophe. Suivi d'une traduction de La Vie d'Isidore ou Histoire de la philosophie de Damascius, Paris : E. Leroux. 3 vol. : 1900-1903, x-340, 407, xv-374 p. Réimpr. : Francfort-sur-le-Main : Minerva Journals, 1962, 2007, t. III, p. 241-371.

### Textes néoplatoniciens par ordre chronologique
- Numénius, Fragments (vers 155), trad. du grec, Les Belles Lettres, 1973, 220 p.
- Oracles chaldaïques (vers 170), trad. du grec, Les Belles Lettres, 1997, 357 p. Recueil attribué à un magicien ayant interrogé l'âme de Platon.
- Ammonios Saccas (maître de Plotin de 232 à 244) : voir W. Theiler, Forschungen zum Neuplatonismus, Berlin, 1966.
- Plotin (205-270), Ennéades (254-270), trad. du grec, Garnier-Flammarion.
- Porphyre (234-310), De l'abstinence, trad. du grec, Les Belles Lettres, 1977-1995, 2 t.
- Jamblique (250-330), Protreptique ; éd. et trad. Edouard des Places. Paris : les Belles Lettres, 1989. (Collection des Universités de France)  (ISBN 2-251-00397-5)
- Jamblique, De l'Abstinence; en 3 tomes, éd. et tr. J. Bouffartigue, M. Patillon et Alain Philippe Segonds. Paris, Les Belles Lettres, 1977, 1979 et 1995. (Collection des Universités de France),  (ISBN 2-251-00281-2),  (ISBN 2-251-00282-0) et  (ISBN 2-251-00444-0)
- Jamblique, Fragments de L'histoire de la philosophie ; éd. et trad. Alain Philippe Segonds. Paris, Les Belles Lettres, 1982. (Collection des Universités de France),  (ISBN 2-251-00361-4)
- Saloustios (IVe s.), (fr + grc) Saloustios (trad. du grec ancien par Gabriel Rochefort), Des dieux et du monde [« Περὶ θεῶν καὶ κόσμου »] (Philosophie), Paris, Les Belles Lettres, coll. «  Collection Budé  / Série grecque » (no 144),‎ janvier 2003 (réimpr. 1983), 3e éd. (1re éd. 1960), L-85 p., broché (ISBN 2-251-00304-5, BNF 13332108, présentation en ligne)

- Proclos (412-485), Commentaires sur le Timée (439), en 5 tomes, trad. André-Jean Festugière. Paris : J. Vrin-CNRS, 1966, 1967, 1968 et 1969, (Bibliothèque des textes philosophiques),  (ISBN 2-7116-0626-0),  (ISBN 2-7116-0627-9),  (ISBN 2-7116-0628-7),  (ISBN 2-7116-0629-5),  (ISBN 2-7116-0630-9)
- Proclos, Commentaires sur la République (date ?), en 3 tomes, trad. André-Jean Festugière. Paris : J. Vrin-CNRS, 1970. (Bibliothèque des textes philosophiques),  (ISBN 2-7116-0632-5),  (ISBN 2-7116-0633-3) et  (ISBN 2-7116-0634-1)
- Proclos, Éléments de théologie (480 ?), trad. Jean Trouillard. Paris : Aubier-Montaigne, 1965. (Bibliothèque philosophique)
- Proclos, Théologie platonicienne, en 6 tomes, éd. et trad. Leendert Gerritt Westerink & Henri Dominique Saffrey. Paris : les Belles Lettres, 1968, 1974, 1978 et 1987. (Collection des Universités de France),  (ISBN 2-251-00284-7),  (ISBN 2-251-00285-5),  (ISBN 2-251-00286-3),  (ISBN 2-251-00287-1),  (ISBN 2-251-00386-X) et  (ISBN 2-251-00462-9)
- Damascios (470-544), Commentaire du Parménide de Platon, en 4 tomes, éd. Leendert Gerritt Westerink, intr., tr. et notes Joseph Combès, avec la collaboration d’Alain Philippe Segonds. Paris, Les Belles Lettres, 1997, 2002 et 2003. (Collection des Universités de France),  (ISBN 2-251-00454-8),  (ISBN 2-251-00456-4),  (ISBN 2-251-00500-5) et  (ISBN 2-251-00512-9)
- (grc + fr) Anonyme (trad. Jean Trouillard et Alain-Philippe Segonds), Prolégomènes à la philosophie de Platon, Les Belles Lettres, coll. « Collection des universités de France Série grecque », 2003 (1re éd. 1990), 145 p. (ISBN 978-2-251-00412-9).
- Olympiodore d'Alexandrie le Jeune, Commentaire sur le premier Alcibiade (après 527), trad. an. : Olympiodorus, Commentary on the First Alcibiades of Plato, Amsterdam, North-Holland Publishers, 1956.

### Études
(par ordre alphabétique)
- Achard, Martin (éd.), Perspectives sur le néoplatonisme, International Society of Neoplatonic Studies - Actes du colloque de 2006, Presses de l'Université Laval, 2009  (ISBN 9782763787022)
- (en) Armstrong A. H., (éditeur), Cambridge History of Later Greek and Early Medieval Philosophy, Cambridge University Press, 1970.
- Athanassiadi, Polymnia, La lutte pour l'orthodoxie dans le néoplatonisme tardif, de Numénius à Damascius. Paris, Les Belles Lettres, 2006.
- Brun, Jean, Le Néoplatonisme, Paris, PUF, coll. « Que sais-je ? », 1988.
- Dörrie, H., « L'âme dans le néo-platonisme », Revue de théologie et de philosophie, Lausanne, 1973, p. 42-60.
- André-Jean Festugière, Études de religion grecque et hellénistique, Paris, J. Vrin, Bibliothèque d'histoire de la philosophie, 1972.  (ISBN 2-7116-0244-3).
- Flamant, J., Macrobe et le néoplatonisme latin à la fin du IVe siècle, Leyde, Brill, 1977.
- Gertz, Sebastian R. P.: Death and Immortality in Late Neoplatonism: Studies on the Ancient Commentaries on Plato's Phaedo, Leiden: Brill, 2011.  (ISBN 9789004207172)
- Hadot, Ilsetraut, Le problème du néoplatonisme alexandrin. Hiéroclès et Simplicius, 1978.
- Hadot, Ilsetraut, Simplicius, sa vie, son œuvre, sa survie, Berlin, de Gruyter, 1987.
- Hadot, Pierre, Plotin et la simplicité du regard, Études augustiniennes, 1989.
- (en) Lloyd A. C., The Anatomy of Neoplatonism, Oxford, Clarendon Press, 1990.
- Paolo Mastandrea, Un neoplatonico latino Cornelio Labeone. Testimonianze e frammenti), Leyde, éd. Brill, 1979. Cornelius Labeo est un néoplatonicien du IIIe s.
- Le néoplatonisme (Royaumont, juin 1969), 1971.
- Proclus et la Théologie platonicienne, Actes du colloque international de Louvain, Paris, Les Belles Lettres, 1998  (ISBN 2-251-18000-1)  (ISBN 978-2-251-18000-7)
- Saffrey, Henri-Dominique, Recherches sur le néoplatonisme après Plotin, Paris, Vrin, 1990, 317 p.
- Saffrey, Henri-Dominique, Recherches sur la tradition platonicienne au Moyen Âge et à la Renaissance, Paris, Vrin, 1987, 255 p.
- Peter Sloterdijk, Règles pour le parc humain, Paris, Mille et une nuits, 2000
- Christian Wildberg, Neoplatonism, Stanford Encyclopedia of Philosophy, 2016.